# Hugo Ciroux
Hugo Ciroux (12 september 1960) is een Belgische voormalige atleet, die gespecialiseerd was in het hamerslingeren. Hij veroverde één Belgische titel.

## Biografie
Ciroux behaalde in 1980 de Belgische titel in het hamerslingeren. Hij was aangesloten bij Waterschei Atletiekclub en later bij AV Toekomst.

## Belgische kampioenschappen
| Onderdeel      | Jaar |
| -------------- | ---- |
| hamerslingeren | 1980 |

## Persoonlijk record
| Onderdeel      | Prestatie | Datum            | Plaats |
| -------------- | --------- | ---------------- | ------ |
| hamerslingeren | 57,74 m   | 12 augustus 1983 | Tienen |

## Palmares
hamerslingeren
- 1980:  BK AC – 54,72 m